# Arzergrande
Arzergrande – miejscowość i gmina we Włoszech, w regionie Wenecja Euganejska, w prowincji Padwa.
Według danych na rok 2004 gminę zamieszkiwało 4111 osób, 316,2 os./km².